# Boxe nos Jogos da Commonwealth de 2010
O boxe nos Jogos da Commonwealth de 2010 foi realizado em Délhi, na Índia, entre 5 e 13 de outubro. As dez categorias foram disputadas no Estádio Indoor Talkatora.

## Medalhistas
Masculino
| Evento                  | Ouro                                   | Prata                                  | Bronze                                                      |
| Peso mosca-ligeiro      | Paddy Barnes NIR Irlanda do Norte      | Jafet Uutoni NAM Namíbia               | Amandeep Singh IND Índia Muhammad Waseem PAK Paquistão      |
| Peso mosca              | Suranjoy Mayengbam IND Índia           | Benson Njangiru KEN Quênia             | Haroon Iqbal PAK Paquistão Oteng Oteng BOT Botsuana         |
| Peso galo               | Manju Wanniarachchi SRI Sri Lanka      | Sean McGoldrick WAL País de Gales      | Tirafalo Seoko BOT Botsuana Louis Julie MRI Maurício        |
| Peso leve               | Thomas Stalker ENG Inglaterra          | Josh Taylor SCO Escócia                | Jai Bhagwan IND Índia Lomalito Moala TON Tonga              |
| Peso meio-médio-ligeiro | Manoj Kumar IND Índia                  | Bradley Saunders ENG Inglaterra        | Valentino Knowles BAH Bahamas Louis Colin MRI Maurício      |
| Peso meio-médio         | Patrick Gallagher NIR Irlanda do Norte | Callum Smith ENG Inglaterra            | Dilbag Singh IND Índia Carl Hield BAH Bahamas               |
| Peso médio              | Eamonn O'Kane NIR Irlanda do Norte     | Anthony Ogogo ENG Inglaterra           | Keiran Harding WAL País de Gales Vijender Singh IND Índia   |
| Peso meio-pesado        | Callum Johnson SCO Escócia             | Thomas McCarthy NIR Irlanda do Norte   | Jermaine Asare WAL País de Gales Joshua Mokonjio KEN Quênia |
| Peso pesado             | Simon Vallily ENG Inglaterra           | Steven Ward NIR Irlanda do Norte       | Awusone Yekeni GHA Gana Stephen Simmons SCO Escócia         |
| Peso super-pesado       | Paramjeet Samota IND Índia             | Tariq Abdul Haqq TRI Trinidad e Tobago | Junior Fa TON Tonga Blaise Yepmou CMR Camarões              |

## Quadro de medalhas
| Ordem | País              | Medalha de ouro | Medalha de prata | Medalha de bronze | Total |
| ----- | ----------------- | --------------- | ---------------- | ----------------- | ----- |
| 1     | Irlanda do Norte  | 3               | 2                |                   | 5     |
| 2     | Índia             | 3               |                  | 4                 | 7     |
| 3     | Inglaterra        | 2               | 3                |                   | 5     |
| 4     | Escócia           | 1               | 1                | 1                 | 3     |
| 5     | Sri Lanka         | 1               |                  |                   | 1     |
| 6     | País de Gales     |                 | 1                | 2                 | 3     |
| 7     | Quénia            |                 | 1                | 1                 | 2     |
| 8     | Namíbia           |                 | 1                |                   | 1     |
|       | Trindade e Tobago |                 | 1                |                   | 1     |
| 10    | Bahamas           |                 |                  | 2                 | 2     |
|       | Botswana          |                 |                  | 2                 | 2     |
|       | Maurícia          |                 |                  | 2                 | 2     |
|       | Paquistão         |                 |                  | 2                 | 2     |
|       | Tonga             |                 |                  | 2                 | 2     |
| 15    | Camarões          |                 |                  | 1                 | 1     |
|       | Gana              |                 |                  | 1                 | 1     |
| TOTAL | TOTAL             | 10              | 10               | 20                | 40    |